# OpenArena
OpenArena est un jeu de tir à la première personne multiplateforme et libre. OpenArena est sorti initialement le 19 août 2005, le lendemain de la libération du code source du moteur de jeu Id Tech 3, sous la licence libre GNU GPL 2.

## Le jeu

### Présentation
OpenArena ne suit pas de trame historique, puisqu'il s'agit d'un jeu dont l'intérêt prend toute son ampleur en mode multijoueur, que ce soit par Internet ou en réseau local. Le mode solo permet d'affronter lors d'une série de tournois de difficulté croissante un ou plusieurs joueurs contrôlés par intelligence artificielle.
L'univers futuriste et hybride d'OpenArena ne suit pas de ligne directrice précise, car il s'est dessiné au fur et à mesure des contributions apportées au projet.

### Jouabilité
La jouabilité et le principe d'OpenArena sont identiques à ceux qui ont fait le succès de Quake III Arena. Plusieurs modes de jeu sont disponibles, dans lesquels la maitrise des armes et notablement celle des techniques de déplacement serviront à remplir les objectifs de la carte tout en accumulant des frags.

## Développement

### Principes
L'objectif principal du projet est de proposer des ressources graphiques, également libres, utilisables avec id Tech 3 qui reste maintenu par l'équipe d'ioquake3. Le jeu a également été créé dans l'optique de rester jouable sur des ordinateurs de faible puissance.
Du fait de la réutilisation du moteur de Quake 3 Arena, les ressources telles que les cartes, les modèles de personnages, et les modifications du jeu peuvent pour la plupart être réutilisées.

### Histoire et évolutions
- Depuis la version 0.6.0 il est possible de jouer contre des bots.
- La version 0.7.1 proposait 14 modèles de personnages, 32 cartes, et 4 modes de jeu dont les classiques matchs à mort (aussi en équipe), la capture de drapeau, et le un contre un.
- À partir de la version 0.7.6 sont proposés d'autres modes de jeux, comme le mode élimination, double domination, ou dernier homme debout, ainsi que de nouveaux modèles[2]
- Un patch correctif estampillé 0.7.7 s'utilise conjointement à la version 0.7.6 pour corriger plusieurs problèmes qui avaient été introduits[3].
- La version 0.8.0 ajoute 3 nouvelles cartes, 3 nouvelles armes, un nouveau modèle de personnage (sorceress), et des corrections de bugs[4].
- La version 0.8.1 ajoute 3 nouvelles cartes et en retire une. Elle propose aussi des versions alternatives du client ("legacy", et "depreciated" pour maintenir la compatibilité avec Windows 9x). La campagne de jeu solo a été réorganisée[5].
- La version 0.8.5 contient de nombreuses améliorations au niveau de la machine virtuelle du jeu, ainsi que l'ajout et la refonte de quelques cartes et modèles de personnages[6].
- La version 0.8.8 apporte des améliorations au niveau du rendu, de nouvelles cartes, des nouveaux personnages, des modifications du gameplay (ex respawn)[7].
- Les évolutions futures du projet prévoient de compléter l'add-on "missionpack" qui n'a pas encore été intégré totalement, pour profiter du code source également sous GPL de Quake III: Team Arena.

## Critique(s)
- OpenArena cible un public adulte, mais offre la possibilité de désactiver les effets de sang, ainsi que de retirer les modèles de personnages comportant de la nudité par retrait d'un fichier du jeu.

## Captures d'Écran

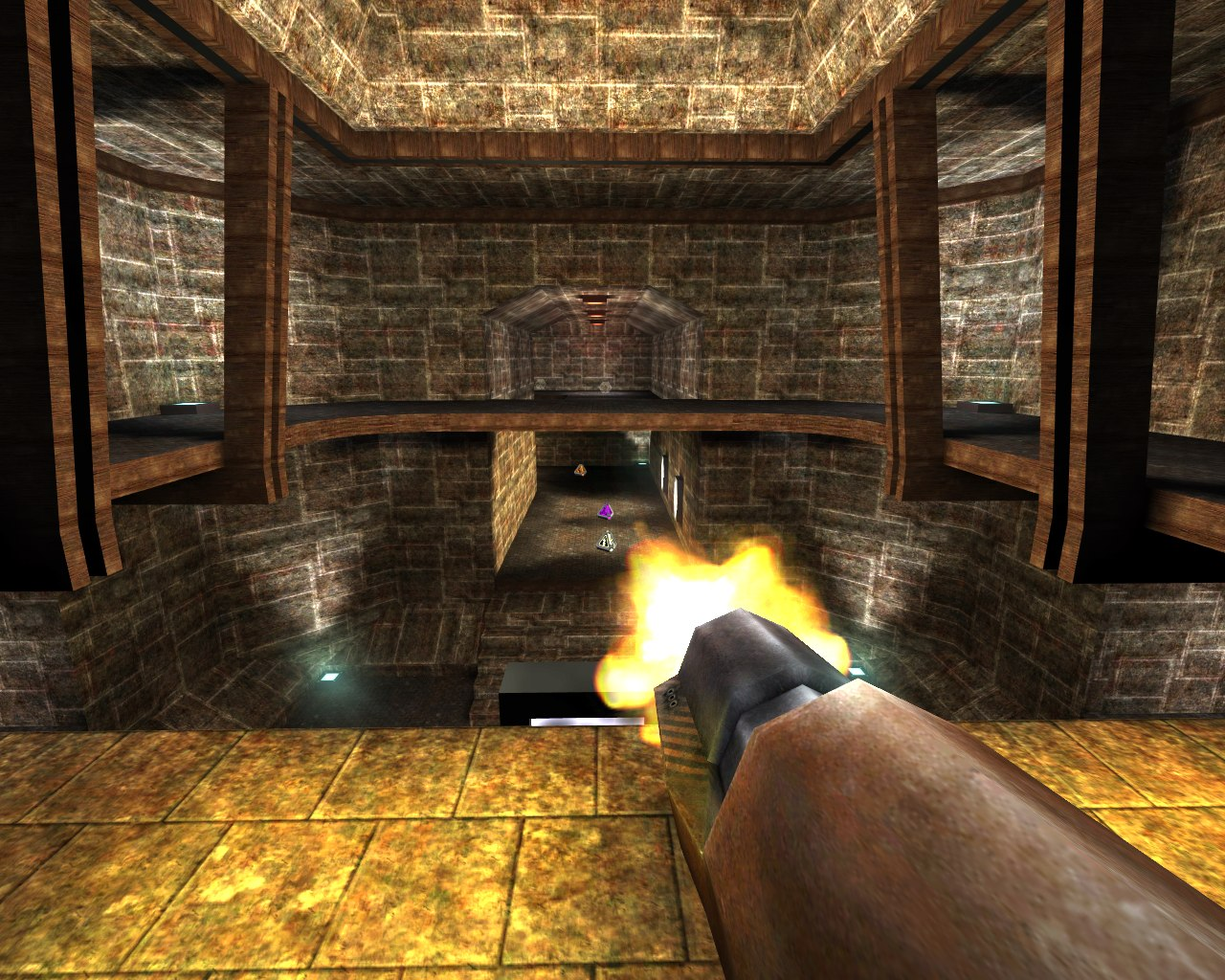
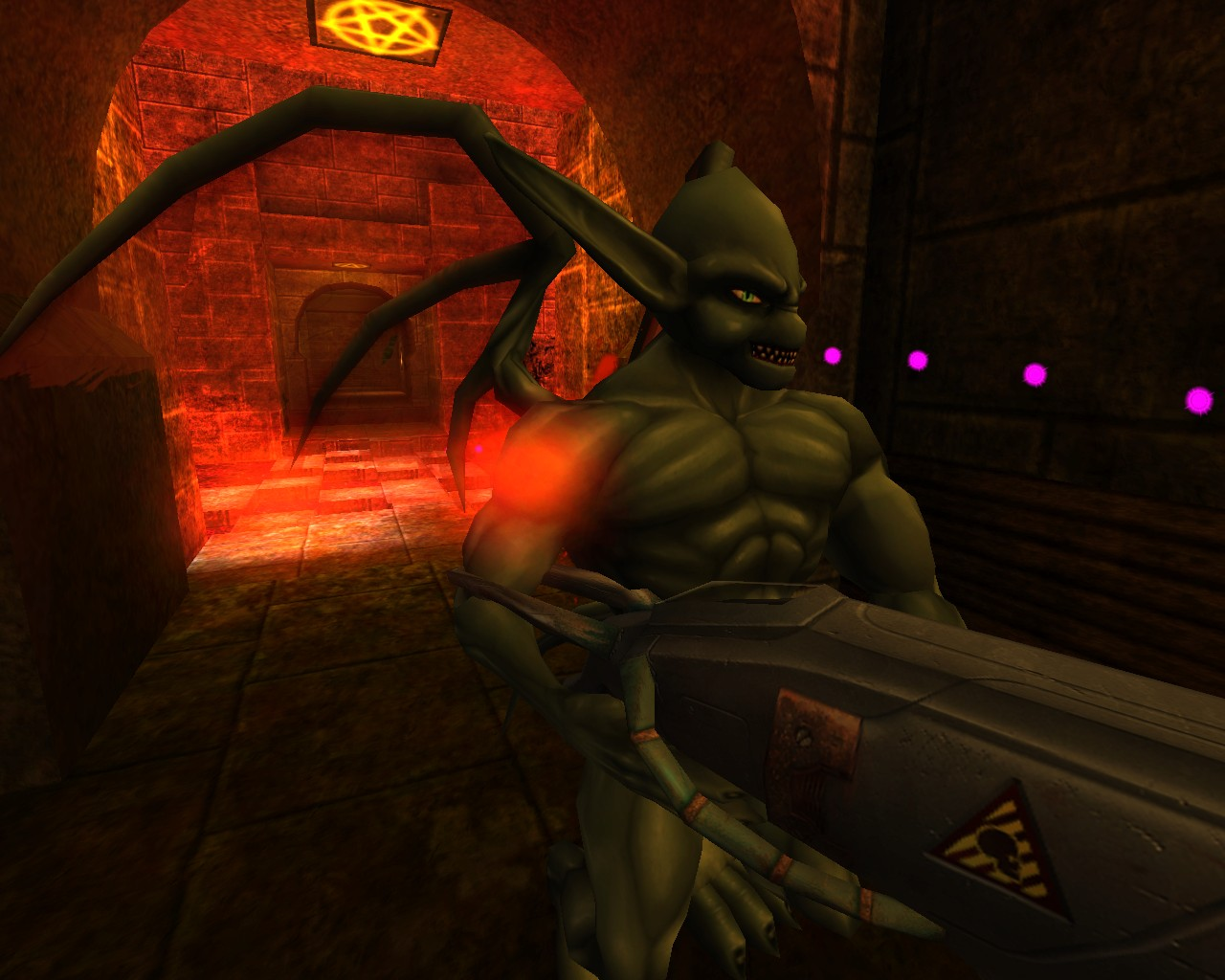
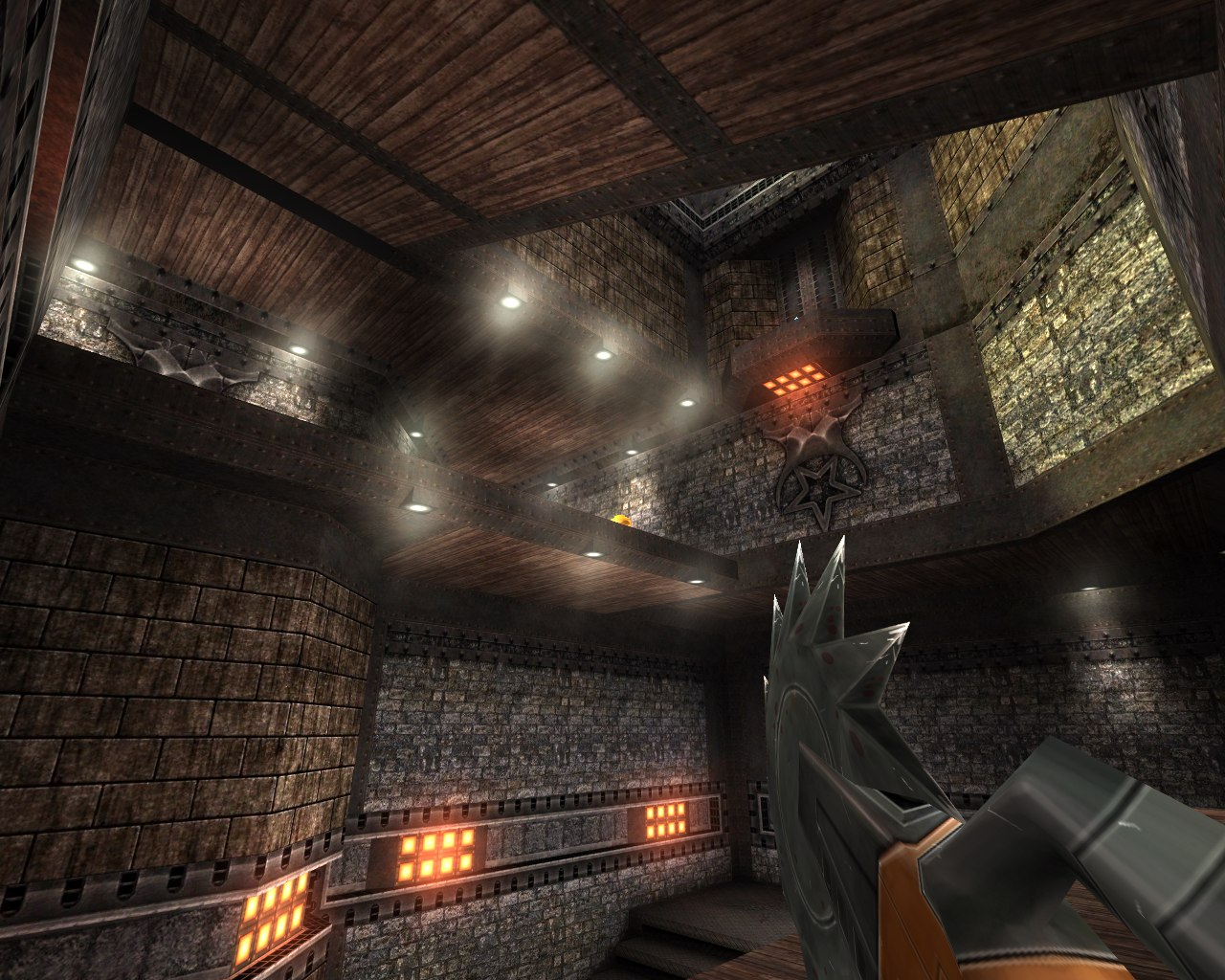
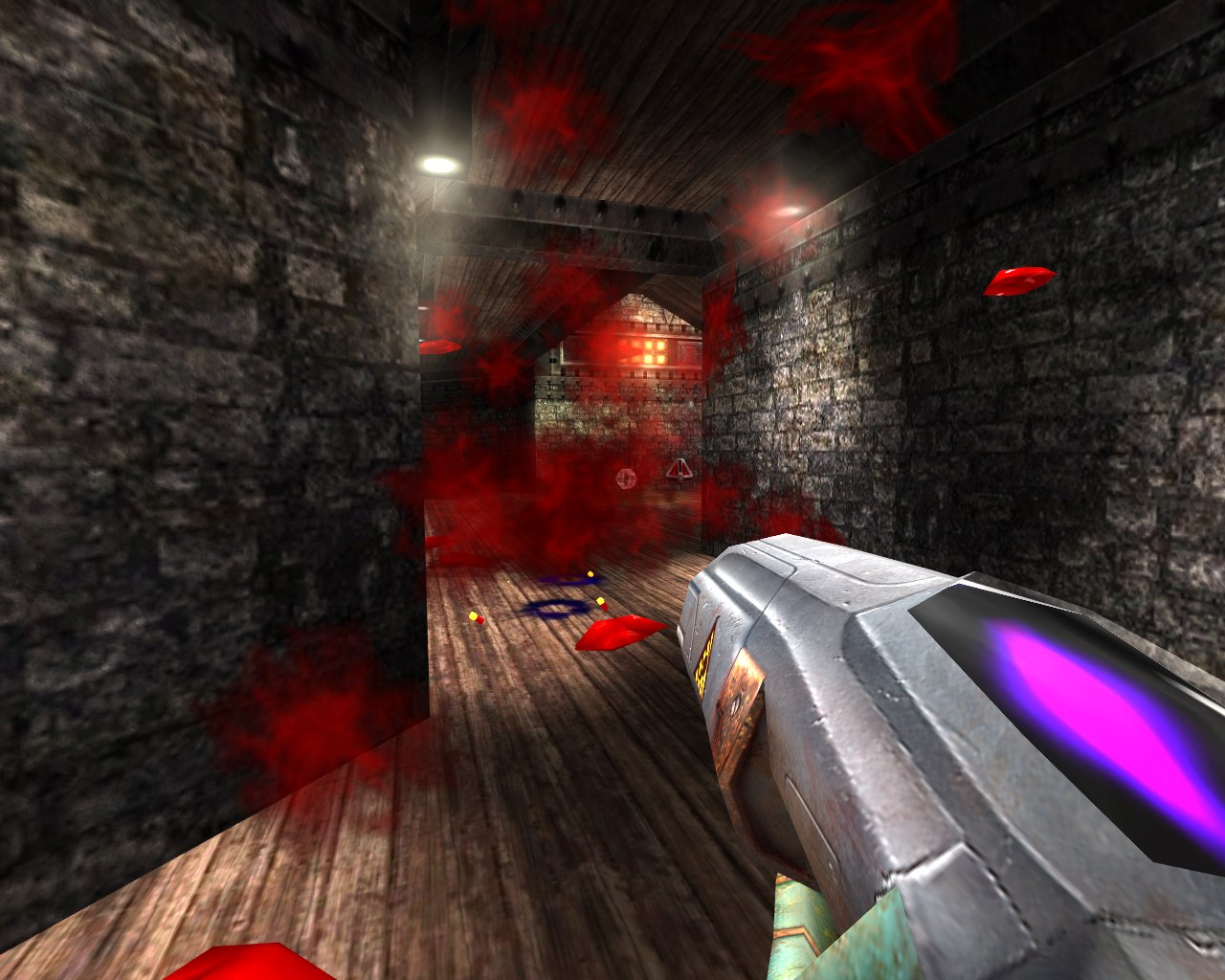
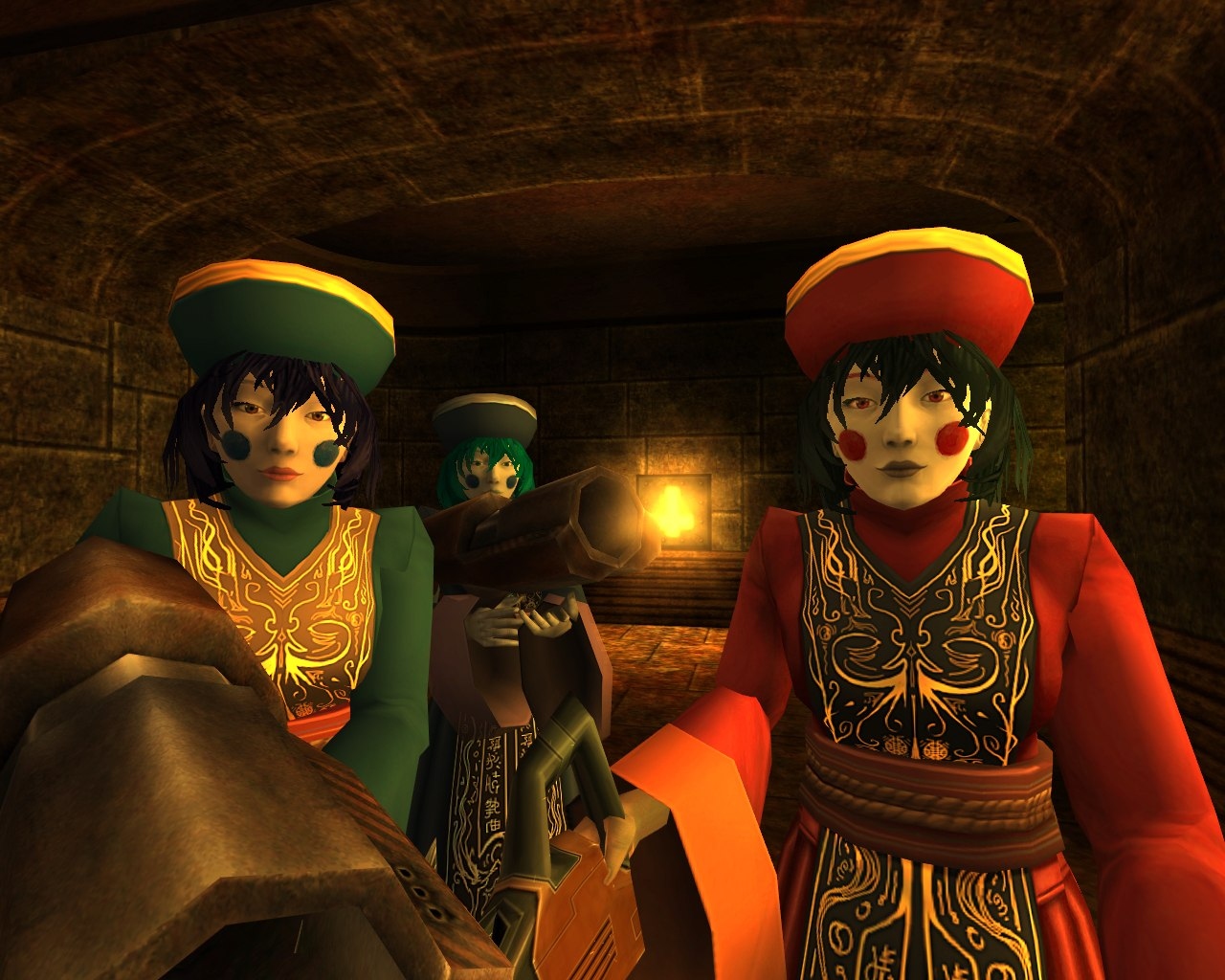